# ستانلي مورغان (لاعب كرة قدم أمريكية)
ستانلي مورغان (بالإنجليزية: Stanley Morgan)‏ هو لاعب كرة قدم أمريكية أمريكي، ولد في 17 فبراير 1955 في إيسلي في الولايات المتحدة.

## وصلات خارجية
- ستانلي مورغان على موقع مرجع كرة القدم المحترفة.كوم (الإنجليزية)
- ستانلي مورغان على موقع كلية كرة القدم في سبورتس رفرنس.كوم (الإنجليزية)